# Ильчино
Ильчино́ (баш. Илсе) — село в Учалинском районе Башкортостана России, центр Ильчинского сельсовета. Согласно переписи 2020 года население составляло 1214 человек.

## Население
| 2002 | 2009  | 2010  |
| ---- | ----- | ----- |
| 1203 | ↗1245 | ↘1143 |

Национальный состав
Согласно переписи 2002 года, преобладающая национальность — башкиры.

## Географическое положение
Расстояние до:
- районного центра (Учалы): 20 км,
- ближайшей железнодорожной станции (Шартымка): 8 км.

## Религия
В селе есть мечеть.

## Известные уроженцы
- Фаткуллин Ринат Абдуллович — географ, кандидат географических наук (1974), профессор (1996), заслуженный работник народного образования Республики Башкортостан (1997), отличник высшей школы СССР (1984), отличник геодезии и картографии России (2003), мастер спорта СССР (1965) по лыжным гонкам.